# Cova da Bruxa

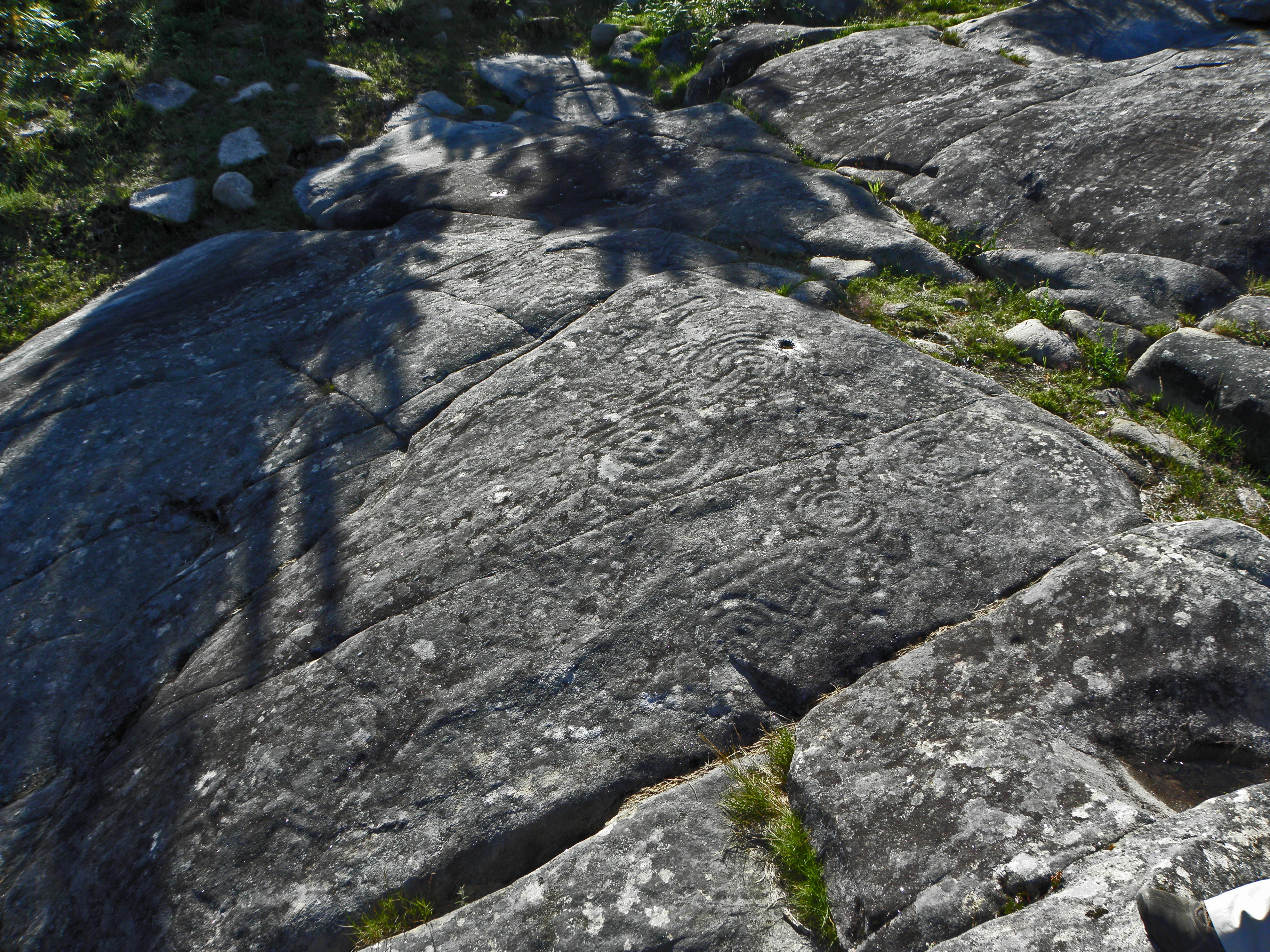
Petroglyphen bei Cova da Bruxa

Cova da Bruxa ist der Name eines Felsplateaus unweit der Stadt Muros (Galicien) in der autonomen spanischen Region Galicien. Die Besonderheit dieses Plateaus sind prähistorische Ritzzeichnungen, sogenannte Petroglyphen, die auf eine sehr frühe Besiedlung der Region der Rias Baixas, der nordspanischen Fjordlandschaft an der Atlantikküste, schließen lassen. Die Übersetzung von Cova da Bruxa bedeutet Hexenhöhle.
Die Cova da Bruxa ist an der von Muros kommenden und in nördlicher Richtung verlaufenden Straße AC-400 ausgeschildert und zu Fuß über Forstwege zu erreichen.